# Mohammed Hameed
Mohammed Hameed (Falluja, 24 gennaio 1993) è un calciatore iracheno, portiere dell'Al-Shorta e della nazionale irachena.

## Carriera

### Club
Gioca nella massima serie siriana.

### Nazionale
Partecipa al Campionato asiatico di calcio Under-19 2012, arrivando fino alla finale persa contro la Corea del Sud, e venendo nominato miglior portiere della competizione.
Nel 2013 partecipa al Campionato mondiale di calcio Under-20 2013, nel quale gioca da titolare tutte e 5 le partite disputate dalla sua Nazionale.
Nel 2013 ha giocato 3 partite con la Nazionale maggiore irachena, valide per le qualificazioni ai Mondiali del 2014.

## Statistiche

### Cronologia presenze e reti in Nazionale
| Cronologia completa delle presenze e delle reti in nazionale ― Iraq | Cronologia completa delle presenze e delle reti in nazionale ― Iraq | Cronologia completa delle presenze e delle reti in nazionale ― Iraq | Cronologia completa delle presenze e delle reti in nazionale ― Iraq | Cronologia completa delle presenze e delle reti in nazionale ― Iraq | Cronologia completa delle presenze e delle reti in nazionale ― Iraq | Cronologia completa delle presenze e delle reti in nazionale ― Iraq | Cronologia completa delle presenze e delle reti in nazionale ― Iraq |
| Data                                                                | Città                                                               | In casa                                                             | Risultato                                                           | Ospiti                                                              | Competizione                                                        | Reti                                                                | Note                                                                |
| ------------------------------------------------------------------- | ------------------------------------------------------------------- | ------------------------------------------------------------------- | ------------------------------------------------------------------- | ------------------------------------------------------------------- | ------------------------------------------------------------------- | ------------------------------------------------------------------- | ------------------------------------------------------------------- |
| 19-11-2019                                                          | Amman                                                               | Iraq                                                                | 0 – 0                                                               | Bahrein                                                             | Qual. Mondiali 2022                                                 | -                                                                   |                                                                     |
| 18-3-2022                                                           | Baghdad                                                             | Iraq                                                                | 3 – 1                                                               | Zambia                                                              | Amichevole                                                          | -1                                                                  |                                                                     |
| Totale                                                              |                                                                     | Presenze                                                            | 2                                                                   |                                                                     | Reti                                                                | -1                                                                  |                                                                     |

## Palmarès

### Club
- Prima Lega

Al Shorta: 2012-2013, 2013-2014, 2018-2019

### Nazionale
- Giochi asiatici: 1

2014